# 2,3-Dibromphenol
2,3-Dibromphenol ist eine chemische Verbindung, die sowohl zu den Phenolen als auch zu den Halogenaromaten zählt.

## Darstellung
Die Synthese von 2,3-Dibromphenol geht vom 2,3-Dibromnitrobenzol aus, das mit Eisen in Ethanol zum 2,3-Dibromanilin (Schmelzpunkt: 44–45 °C) reduziert wird. Dieses wird dann durch Verkochen der mit Natriumnitrit entstehenden Diazoniumverbindung zur gewünschten Verbindung umgesetzt.